# Armeni (okręg Vrancea)
Armeni – wieś w Rumunii, w okręgu Vrancea, w gminie Slobozia Ciorăști. W 2011 roku liczyła 187
mieszkańców